# Prionyx erythrogaster
Prionyx erythrogaster är en biart som först beskrevs av Sievert Allen Rohwer 1913.  Prionyx erythrogaster ingår i släktet Prionyx och familjen grävsteklar. Inga underarter finns listade i Catalogue of Life.